# Catamarca (provins)
Catamarca (Provincia de Catamarca) är en provins som ligger i nordvästra Argentina. Huvudstaden heter San Fernando del Valle de Catamarca, men kallas vanligtvis Catamarca.
Provinsen har en befolkning på 367 828 (2010) och har en yta på 102 602 km². Catamarca gränsar till provinserna Salta, Tucumán, Santiago del Estero, Córdoba och La Rioja. I väst gränsar provinsen mot Chile.

## Administrativ indelning
Provinsen är indelad i sexton departement, departamentos och med respektive departementshuvudstad.
1. Ambato (La Puerta)
2. Ancasti (Ancasti)
3. Andalgalá (Andalgalá)
4. Antofagasta de la Sierra (Antofagasta de la Sierra)
5. Belén (Belén)
6. Capayán (Huillapima)
7. Capital (San Fernando del Valle de Catamarca)
8. El Alto (El Alto)
9. Fray Mamerto Esquiú (San José de Fray Mamerto Esquiú)
10. La Paz (Recreo)
11. Paclín (La Merced)
12. Pomán (Saujil)
13. Santa María (Santa María)
14. Santa Rosa (Bañado de Ovanta)
15. Tinogasta (Tinogasta)
16. Valle Viejo (San Isidro)

## Bilder

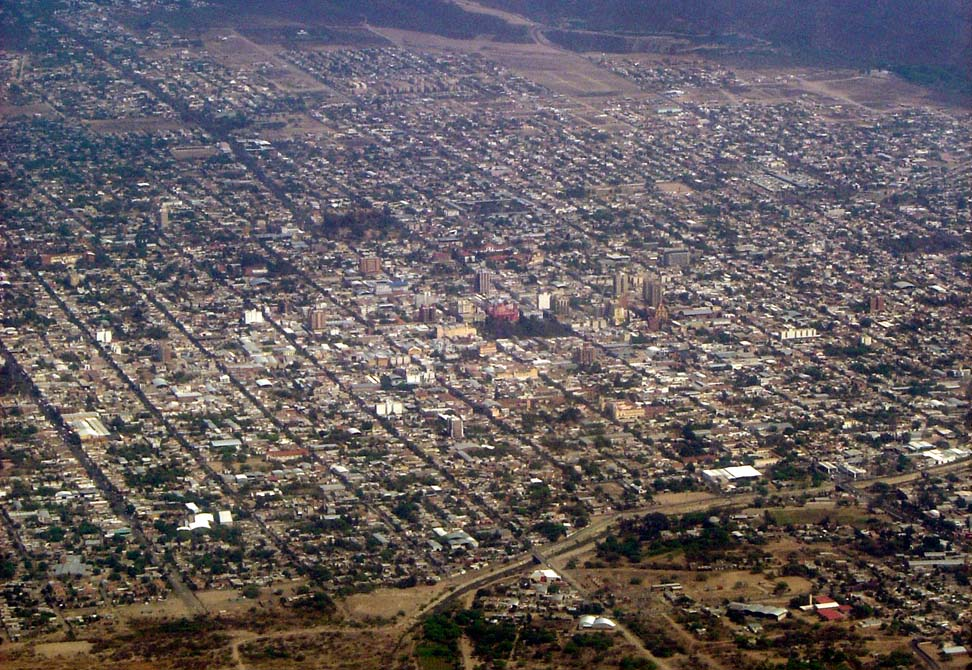
Provinshuvudstaden Catamarca.
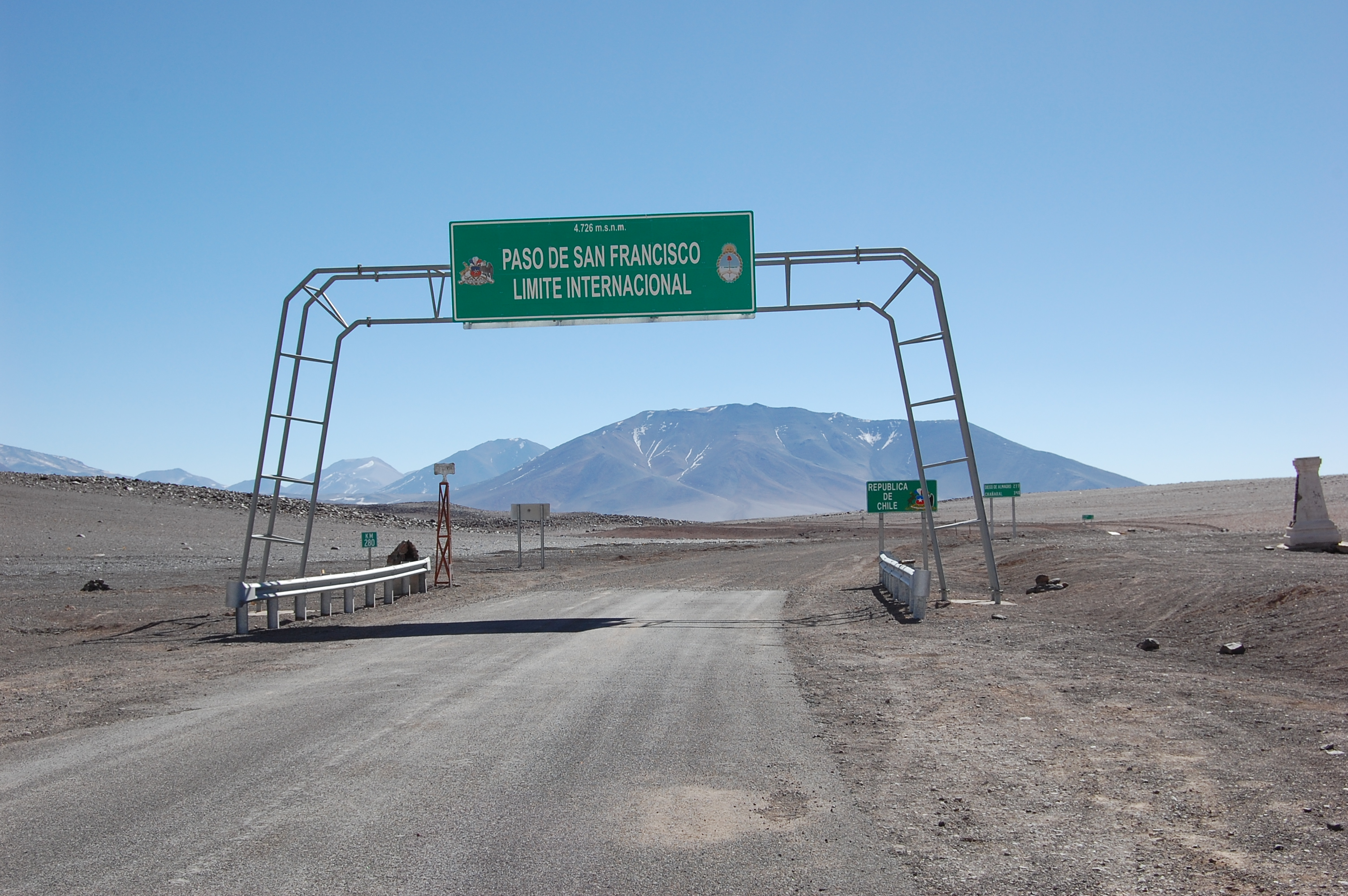
Gränsen mot Chile vid San Francisco-passet.
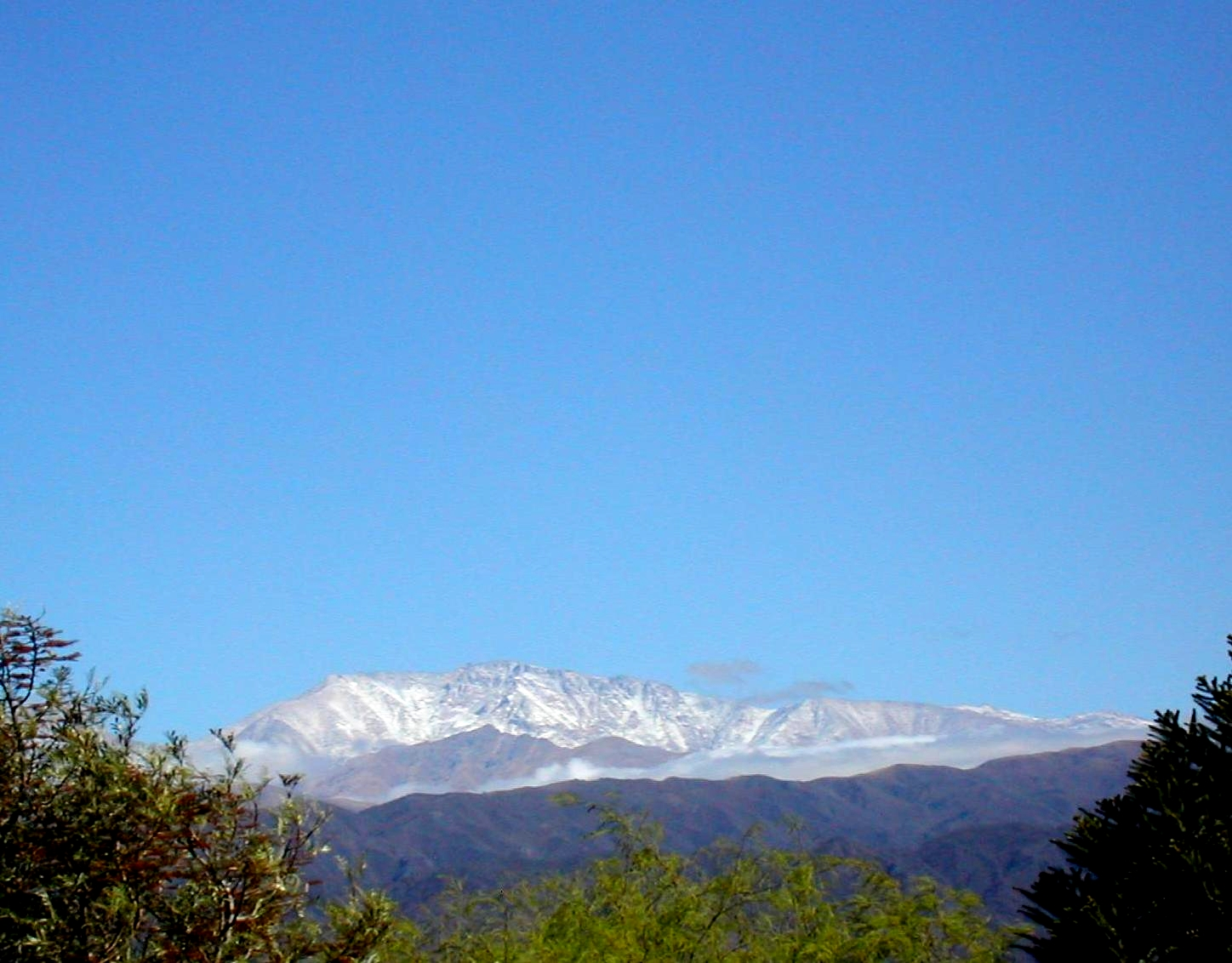
Cerro El Manchao.